# George Raper

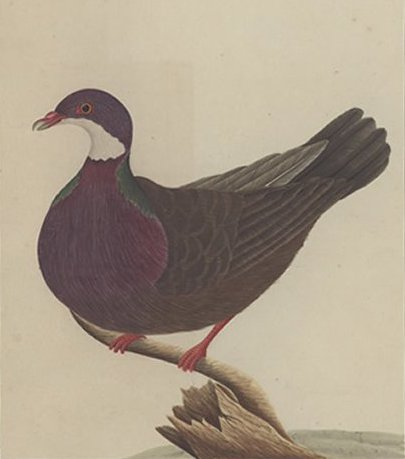
Acuarelă de George Raper -- Columba vitiensis godmanae, specie extinctă de porumbel din insula Lord Howe Island, situată la vest de coasta Australiei, la circa o treime a distanței până la punctul cel mai nordic al Noii Zeelande.

George Raper (n. 19 septembrie 1769, Londra, Regatul Marii Britanii – d. 29 septembrie 1796) a fost un ofițer naval britanic al Royal Navy și un desenator, pictor și ilustrator.

## Carieră
Raper s-a născut în Londra ca fiu al lui Henry și Catherine Raper. În august 1783, Raper s-a înrolat în Royal Navy ca servitor personal al unui căpitan de vas. În decembrie 1786, George Raper a devenit un membru al Primei Flote, conform originalului, First Fleet, vasele desemnate transportului deținuților din Anglia în regiunea New South Wales din Australia. În timpul acestei călătorii, aflat sub comanda Commodore Arthur Phillip și a căpitanului John Hunter, a fost promovat la rangul de ajutor de șef de echipaj (midshipman) pe vasul HMS Sirius. Vasul a ancorat în rada Botany Bay în ianuarie 1788. În martie 1790, nava Sirius a naufragiat pe Insula Norfolk. Raper a petrecut, împreună cu membrii echipajului rămași în viață, aproape un an pe mica insulă, până când au fost salvați de către nava HMS Supply, cu care au fost transportați la Sydney.
După ce au fost readuși în Anglia, Raper și colegii acestuia au fost judecați într-o curte marțială din cauza pierderii vasului, dar cu toții au fost achitați întrucât s-a deovedit că nici unul dintre ei nu fusese vinovat. În iunie 1793 a fost promovat cu gradul de locotenent, pentru ca în 1796 să i se încredințeze ultima sa comandă a unui vas de tip cutter, numit HMS Expedition.  A decedat în 1797 din motive necunoscute, pe când se afla în Marea Caraibilor, la numai 27 de ani.

## Desene, acuarele
În timpul călătoriilor sale între anii 1787 și 1792, George Raper a realizat serii extraordinare de acuarele și desene de păsări, plante, flori, păsări și peisaje. Multe dinte speciile pe care le-a imortalizat în aceste desene și acuarele sunt astăzi extincte, așa cum sunt Porphyrio albus (sau galinula albă) și Columba vitiensis godmanae (sau porumbelul cu gât alb), ambele de pe Insula Lord Howe. Raper a realizat de asemenea numeroase peisaje și hărți totpografice.  Aceste documente ale timpului său pot fi văzute în colecția numită First Fleet Artwork Collection din Natural History Museum din Londra și la biblioteca Alexander Turnbull Library din Wellington, Noua Zeelandă.
În anul 2004, 56 dintre acuarele sale considerate pierdute, au fost descoperite în arhiva proprietăților Earl of Ducie a familiei Moreton din Anglia. Biblioteca Națională a Australiei (în original, National Library of Australia) a cumpărat întreaga colecție pentru o sumă necunoscută de la familia care le deținea.

## Galerie

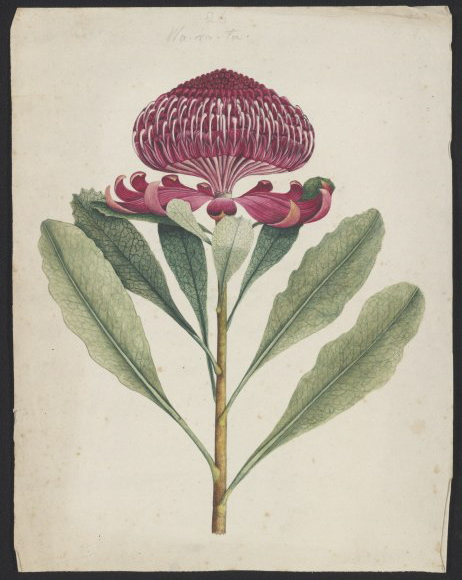
Wa-ra-ta (Telopea speciosissima)  (acuarelă, 1789 ?)
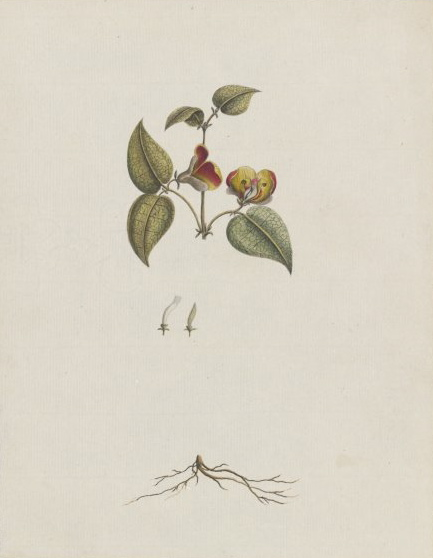
Platylobium formosum  (acuarelă, 1789 ?)
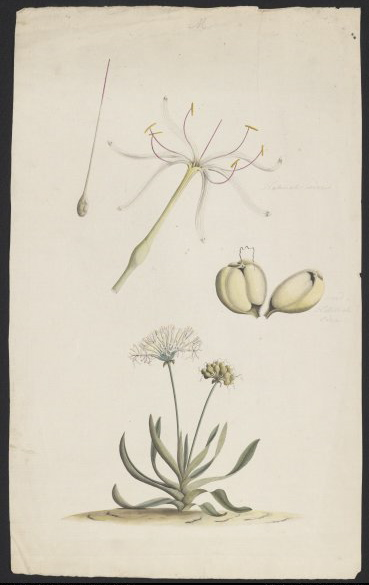
Crinum pedunculatum, detailiu al florii și semințe (dedesupt, imaginea întregii plante)
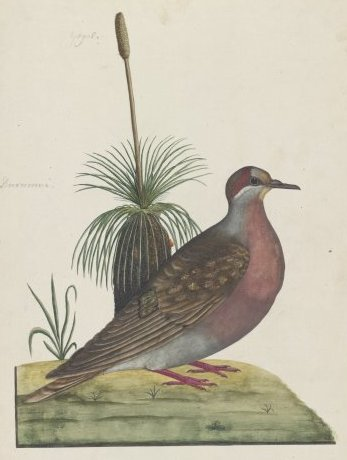
Phaps chalcoptera